# Mikael Pernfors
Mikael Pernfors (Malmö, 16 juli 1963) is een Zweeds voormalig tennisser.

## Carrière
Perfors werd prof in 1985 en bleef dit tot in 1996, in die tijd wist hij drie enkeloverwinningen te behalen en een dubbel. Hij bereikte in 1986 de finale van Roland Garros waar hij verloor van Ivan Lendl. Zijn hoogste positie was een 10e plaats in september 1986.

## Palmares
| Legenda                       | Legenda               |
| ----------------------------- | --------------------- |
| Grand Slam                    |                       |
| Olympische Spelen             |                       |
| tot 2009                      | vanaf 2009            |
| Tennis Masters Cup            | ATP Finals            |
| ATP Masters Series            | ATP Tour Masters 1000 |
| ATP International Series Gold | ATP Tour 500          |
| ATP International Series      | ATP Tour 250          |

### Enkelspel
| Nr.              | Datum             | Toernooi        | Ondergrond    | Tegenstander in finale | Score         | Details |
| ---------------- | ----------------- | --------------- | ------------- | ---------------------- | ------------- | ------- |
| gewonnen finales |                   |                 |               |                        |               |         |
| 1.               | 19 september 1988 | ATP Los Angeles | Hardcourt     | Andre Agassi           | 6-2, 7-5      | details |
| 2.               | 9 oktober 1988    | ATP Scottsdale  | Hardcourt     | Glenn Layendecker      | 6-2, 6-4      | details |
| 3.               | 1 augustus 1993   | ATP Montreal    | Hardcourt     | Todd Martin            | 2-6, 6-2, 7-5 | details |
| verloren finales |                   |                 |               |                        |               |         |
| 1.               | 15 februari 1988  | ATP Memphis     | Hardcourt (i) | Andre Agassi           | 4-6, 4-6, 5-7 | details |
| 2.               | 8 juni 1986       | Roland Garros   | Gravel        | Ivan Lendl             | 3-6, 2-6, 4-6 | details |

### Dubbelspel
| Nr.                          | Datum            | Toernooi       | Ondergrond    | Partner           | Tegenstanders in finale    | Score         | Details |
| ---------------------------- | ---------------- | -------------- | ------------- | ----------------- | -------------------------- | ------------- | ------- |
| gewonnen finales herendubbel |                  |                |               |                   |                            |               |         |
| 1.                           | 14 mei 1989      | ATP Charleston | Gravel        | Tobias Svantesson | Agustín Moreno Jaime Yzaga | 6-4, 4-6, 7-5 | details |
| verloren finales herendubbel |                  |                |               |                   |                            |               |         |
| 1.                           | 13 juli 1987     | ATP Stuttgart  | Gravel        | Magnus Tideman    | Rick Leach Tim Pawsat      | 3-6, 4-6      | details |
| 2.                           | 15 februari 1988 | ATP Memphis    | Hardcourt (i) | Peter Lundgren    | Kevin Curren David Pate    | 3-6, 5-7      | details |

## Resultaten grote toernooien
| Legenda | Legenda                          |
| ------- | -------------------------------- |
| g.t.    | geen toernooi gehouden           |
| l.c.    | lagere categorie                 |
| –       | niet deelgenomen                 |
| G       | uitgeschakeld in de groepsfase   |
| 1R      | uitgeschakeld in de eerste ronde |
| 2R      | uitgeschakeld in de tweede ronde |
| 3R      | uitgeschakeld in de derde ronde  |
| 4R      | uitgeschakeld in de vierde ronde |
| KF      | uitgeschakeld in de kwartfinale  |
| HF      | uitgeschakeld in de halve finale |
| F       | de finale verloren               |
| W       | het toernooi gewonnen            |
| w-v     | winst/verlies-balans             |

### Enkelspel
| toernooi            | 1984 | 1985 | 1986 | 1987 | 1988 | 1989 | 1990 | 1991 | 1992 | 1993 | 1994 |
| ------------------- | ---- | ---- | ---- | ---- | ---- | ---- | ---- | ---- | ---- | ---- | ---- |
| grandslamtoernooien |      |      |      |      |      |      |      |      |      |      |      |
| Australian Open     | –    | –    | –    | –    | –    | 3R   | KF   | –    | –    | –    | 1R   |
| Roland Garros       | –    | –    | F    | 1R   | 1R   | 1R   | –    | –    | –    | –    | 1R   |
| Wimbledon           | –    | –    | 4R   | 4R   | –    | 2R   | –    | –    | –    | –    | –    |
| US Open             | 1R   | 1R   | 2R   | 1R   | 3R   | 4R   | 1R   | 1R   | 1R   | 2R   | –    |

### Dubbelspel
| toernooi            | 1982 | 1983 | 1984 | 1985 | 1986 | 1987 | 1988 | 1989 |
| ------------------- | ---- | ---- | ---- | ---- | ---- | ---- | ---- | ---- |
| grandslamtoernooien |      |      |      |      |      |      |      |      |
| Australian Open     | –    | –    | –    | –    | –    | –    | –    | –    |
| Roland Garros       | 2R   | –    | –    | –    | 1R   | –    | 3R   | –    |
| Wimbledon           | –    | –    | –    | –    | –    | –    | –    | –    |
| US Open             | –    | –    | –    | –    | 1R   | –    | 2R   | 1R   |